# Fallston (Carolina do Norte)
Fallston é uma cidade  localizada no estado norte-americano de Carolina do Norte, no Condado de Cleveland.

## Demografia
Segundo o censo norte-americano de 2000, a sua população era de 603 habitantes.
Em 2006, foi estimada uma população de 608, um aumento de 5 (0.8%).

## Geografia
De acordo com o United States Census Bureau tem uma área de
5,6 km², dos quais 5,6 km² cobertos por terra e 0,0 km² cobertos por água.

## Localidades na vizinhança
O diagrama seguinte representa as localidades num raio de 16 km ao redor de Fallston.